# 41e cérémonie des César
La 41e cérémonie des César du cinéma, organisée par l'Académie des arts et techniques du cinéma, s'est déroulée au théâtre du Châtelet à Paris le 26 février 2016, et a récompensé les films français sortis en 2015. La cérémonie a été présidée par Claude Lelouch et présentée par Florence Foresti.
Après un premier tour de vote débutant le 4 janvier, les nominations sont annoncées le 27 janvier 2016.
Pour la première fois dans l'histoire des César du cinéma, les temps de paroles des nommés sont dorénavant chronométrés à 2 minutes 30. C'est Alain Terzian qui a déclaré cette nouvelle organisation lors d'une interview dans Le Figaro pour éviter une certaine lassitude chez les téléspectateurs (au vu de la durée des précédentes éditions). La décision a été prise en 2013 par le conseil de l'Académie des César.

## Présentateurs et intervenants
Par ordre d'apparition.

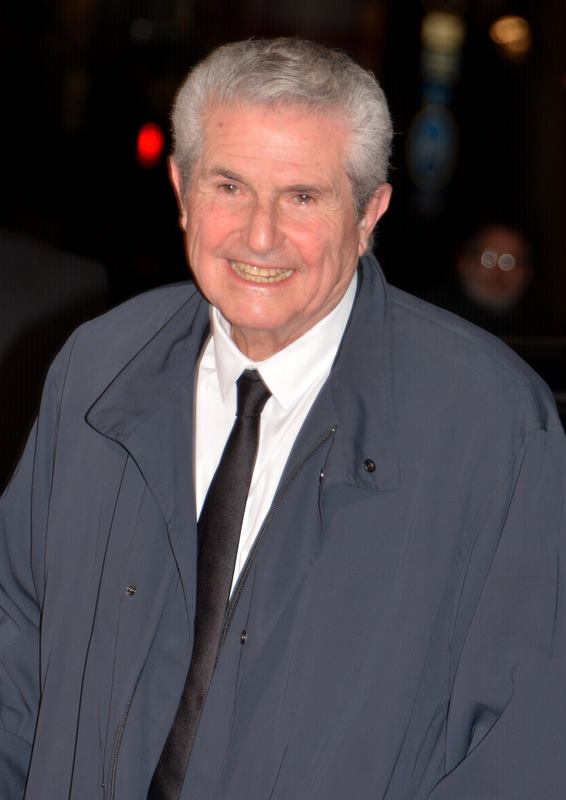
Claude Lelouch, président du jury.

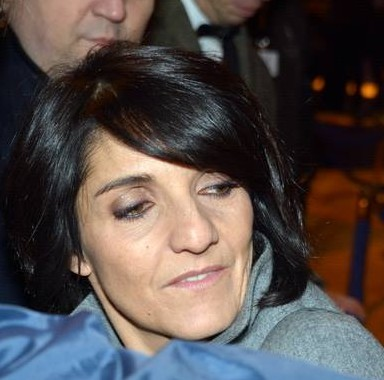
Florence Foresti, maîtresse de cérémonie.

- Florence Foresti, maîtresse de cérémonie
- Claude Lelouch, président de la cérémonie

- Carole Bouquet, pour la remise du César du Meilleur espoir féminin
- Nicolas Duvauchelle, pour la remise du César du Meilleur court-métrage
- Grégoire Ludig et David Marsais du Palmashow pour la remise du César des meilleurs costumes
- Louane Emera, pour la remise du César du meilleur espoir masculin
- Hippolyte Girardot, pour la remise du César du meilleur film d'animation et du César du meilleur court-métrage d'animation
- Audrey Lamy, pour la remise du César du meilleur son
- Déborah François, pour la remise du César de la meilleure photographie
- Jérôme Commandeur, pour la remise du César du meilleur montage
- Guillaume Gouix et Karidja Touré, pour la remise du César du meilleur documentaire
- Jean-Hugues Anglade pour la remise du César du meilleur premier film
- Jonathan Cohen pour la remise du César des meilleurs décors
- Marie Gillain et Raphaël Personnaz pour la remise du César de la meilleure actrice dans un second rôle
- Zabou Breitman et Pierre Deladonchamps pour la remise du César de la meilleure adaptation
- Christine and The Queens pour l'interprétation de la chanson originale du film Subway
- Christophe Lambert et Eric Serra pour la remise du César de la meilleure musique originale
- Elsa Zylberstein pour la remise du César du meilleur acteur dans un second rôle
- Patrick Bruel pour la remise du César du meilleur scénario original
- Kristin Scott Thomas pour la remise du César du meilleur film étranger
- Matthias Schoenaerts pour la remise du César de la meilleure actrice
- Gilles Lellouche pour la remise du César du meilleur réalisateur
- Emmanuelle Béart pour la remise du César du meilleur acteur
- Juliette Binoche pour la remise du César du meilleur film

## Palmarès

### Meilleur film

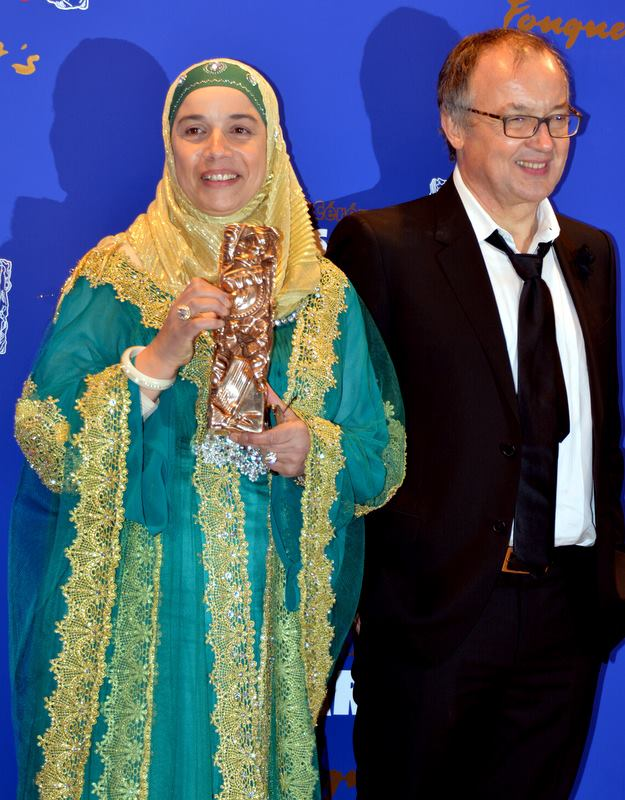
Soria Zeroual et Philippe Faucon, l'actrice principale et le réalisateur de Fatima.

- Fatima de Philippe Faucon, produit par Yasmina Nini-Faucon et Philippe Faucon
  - Dheepan de Jacques Audiard, produit par Pascal Caucheteux et Grégoire Sorlat
  - La Loi du marché de Stéphane Brizé, produit par Christophe Rossignon et Philip Boëffard
  - Marguerite de Xavier Giannoli, produit par Olivier Delbosc et Marc Missonnier
  - Mon roi de Maïwenn, produit par Alain Attal
  - Mustang de Deniz Gamze Ergüven, produit par Charles Gillibert
  - La Tête haute d'Emmanuelle Bercot, produit par François Kraus et Denis Pineau-Valencienne
  - Trois souvenirs de ma jeunesse d'Arnaud Desplechin, produit par Pascal Caucheteux et Grégoire Sorlat

### Meilleure réalisation

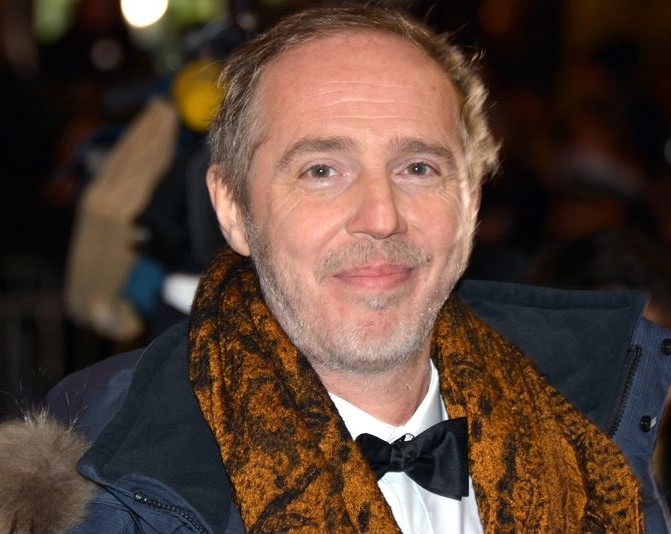
Arnaud Desplechin, lauréat du César du meilleur réalisateur.

- Arnaud Desplechin pour Trois souvenirs de ma jeunesse
  - Jacques Audiard pour Dheepan
  - Stéphane Brizé pour La Loi du marché
  - Xavier Giannoli pour Marguerite
  - Maïwenn pour Mon roi
  - Deniz Gamze Ergüven pour Mustang
  - Emmanuelle Bercot pour La Tête haute

### Meilleur acteur

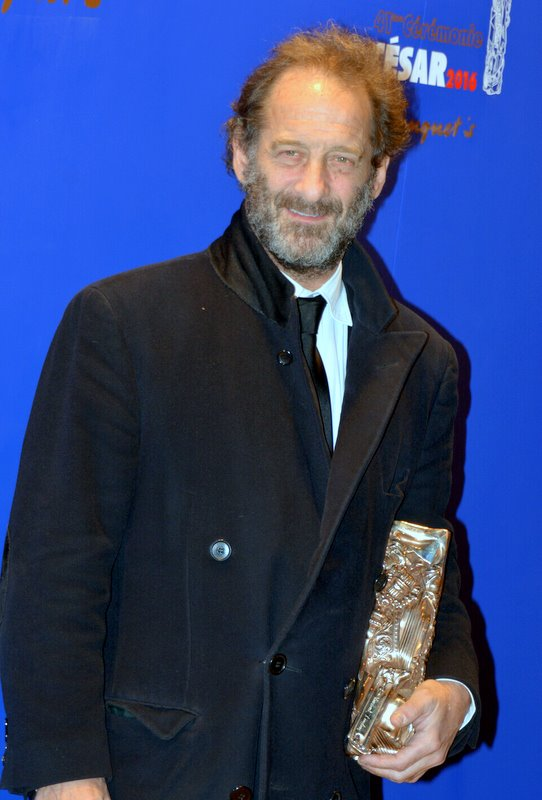
Vincent Lindon, meilleur acteur pour La Loi du marché.

- Vincent Lindon pour le rôle de Thierry dans La Loi du marché
  - Jean-Pierre Bacri pour le rôle de François Sim dans La Vie très privée de Monsieur Sim
  - Vincent Cassel pour le rôle de Georgio dans Mon roi
  - François Damiens pour le rôle de Alain Balland dans Les Cowboys
  - Gérard Depardieu pour le rôle de Gérard dans Valley of Love
  - Antonythasan Jesuthasan pour le rôle de Dheepan dans Dheepan
  - Fabrice Luchini pour le rôle de Michel Racine dans L'Hermine

### Meilleure actrice

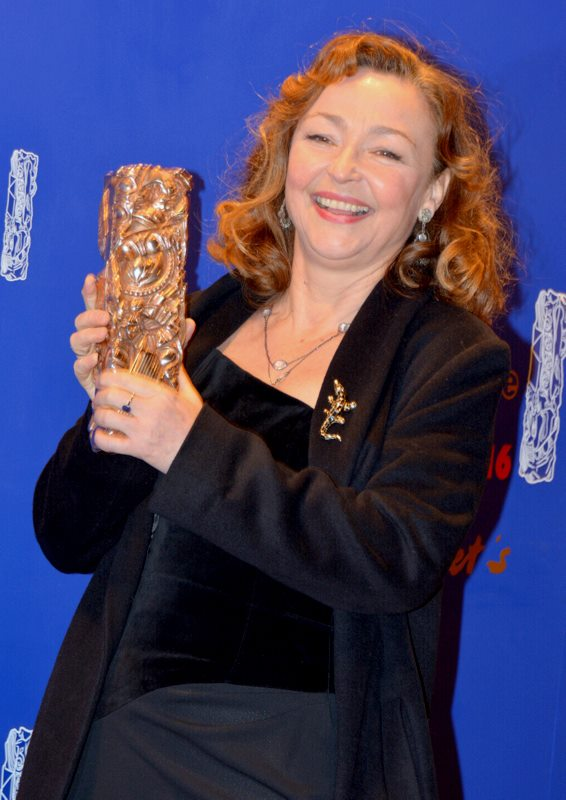
Catherine Frot, meilleure actrice pour Marguerite.

- Catherine Frot pour le rôle de Marguerite dans Marguerite
  - Loubna Abidar pour le rôle de Noha dans Much Loved
  - Emmanuelle Bercot pour le rôle de Tony dans Mon roi
  - Cécile de France pour le rôle de Carole dans La Belle Saison
  - Catherine Deneuve pour le rôle de Florence Blaque dans La Tête haute
  - Isabelle Huppert pour le rôle d'Isabelle dans Valley of Love
  - Soria Zeroual pour le rôle de Fatima dans Fatima

### Meilleur acteur dans un second rôle
- Benoît Magimel pour le rôle de Yann dans La Tête haute
  - Michel Fau pour le rôle de Atos Pezzini / Divo dans Marguerite
  - Louis Garrel pour le rôle de Solal dans Mon roi
  - André Marcon pour le rôle de Georges Dumont dans Marguerite
  - Vincent Rottiers pour le rôle de Brahim dans Dheepan

### Meilleure actrice dans un second rôle
- Sidse Babett Knudsen pour le rôle de Ditte Lorensen-Coteret dans L'Hermine
  - Sara Forestier pour le rôle de Séverine dans La Tête haute
  - Agnès Jaoui pour le rôle de Laetitia dans Comme un avion
  - Noémie Lvovsky pour le rôle de Monique dans La Belle Saison
  - Karin Viard pour le rôle de Pattie dans 21 nuits avec Pattie

### Meilleur espoir masculin

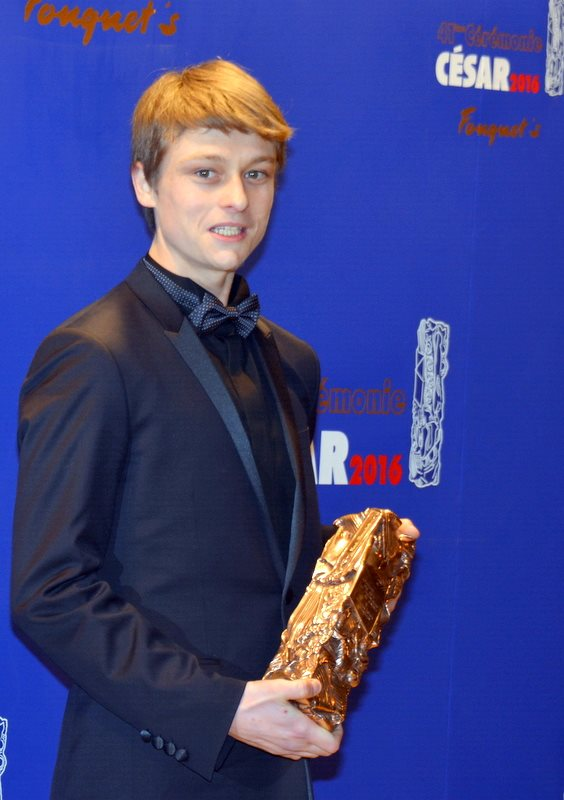
Rod Paradot, meilleur espoir masculin pour La Tête haute.

- Rod Paradot pour le rôle de Malony dans La Tête haute
  - Swann Arlaud pour le rôle d'Elisée dans Les Anarchistes
  - Quentin Dolmaire pour le rôle de Paul Dédalus dans Trois souvenirs de ma jeunesse
  - Félix Moati pour le rôle de Micha dans À trois on y va
  - Finnegan Oldfield pour le rôle de Kid dans Les Cowboys

### Meilleur espoir féminin

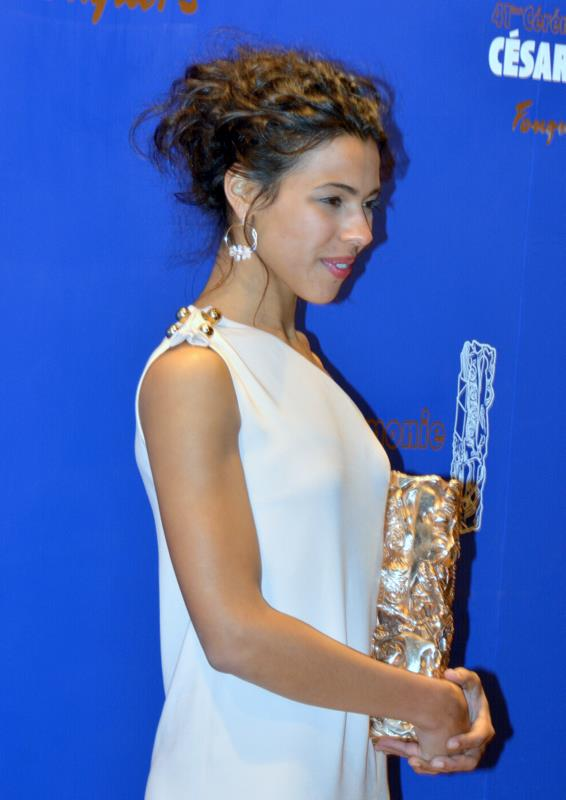
Zita Hanrot, meilleur espoir féminin pour Fatima.

- Zita Hanrot pour le rôle de Nesrine dans Fatima
  - Camille Cottin pour le rôle de Camilla dans Connasse, princesse des cœurs
  - Sara Giraudeau pour le rôle de Sonia dans Les Bêtises
  - Diane Rouxel pour le rôle de Tess dans La Tête haute
  - Lou Roy-Lecollinet pour le rôle d'Esther dans Trois souvenirs de ma jeunesse

### Meilleur scénario original

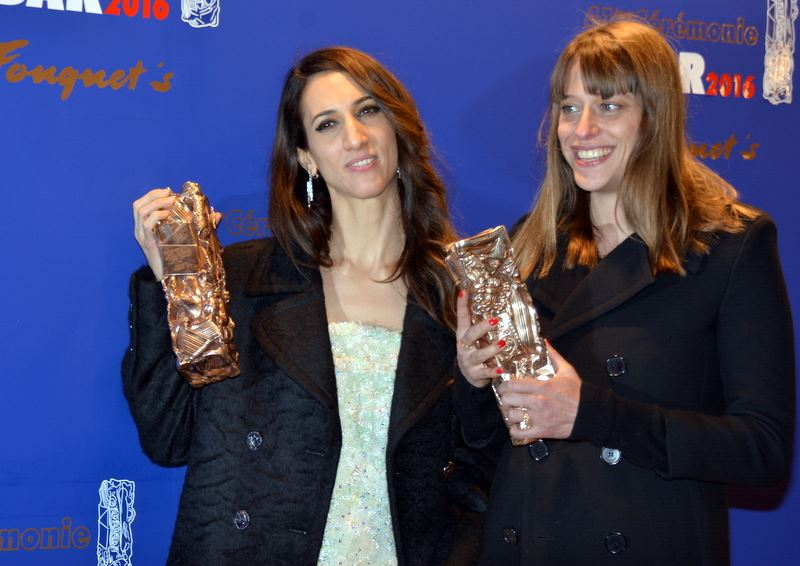
Deniz Gamze Ergüven et Alice Winocour remportent le César du meilleur scénario original pour Mustang.

- Mustang – Deniz Gamze Ergüven et Alice Winocour
  - Dheepan – Jacques Audiard, Thomas Bidegain et Noé Debré
  - Marguerite – Xavier Giannoli
  - La Tête haute – Emmanuelle Bercot et Marcia Romano
  - Trois souvenirs de ma jeunesse – Arnaud Desplechin et Julie Peyr

### Meilleure adaptation
- Fatima – Philippe Faucon adapté de Prière à la lune de Fatima Elayoubi
  - L'Affaire SK1 – David Oelhoffen et Frédéric Tellier adapté de L'Affaire SK 1 de Patricia Tourancheau
  - Asphalte – Samuel Benchetrit et Gabor Rassov adapté de Les Chroniques de l’Asphalte, de Samuel Benchetrit
  - L'Enquête – Vincent Garenq et Stéphane Cabel adapté de Clearstream, l'enquête de Denis Robert
  - Journal d'une femme de chambre – Benoît Jacquot et Hélène Zimmer adapté de Le Journal d'une femme de chambre d'Octave Mirbeau

### Meilleurs décors
- Marguerite – Martin Kurel
  - Dheepan – Michel Barthélémy
  - Journal d'une femme de chambre – Katia Wyszkop
  - L'Odeur de la mandarine – Jean Rabasse
  - Trois souvenirs de ma jeunesse – Toma Baquéni

### Meilleurs costumes
- Marguerite – Pierre-Jean Larroque
  - Journal d'une femme de chambre – Anaïs Romand
  - Mustang – Selin Sözen
  - L'Odeur de la mandarine – Catherine Leterrier
  - Trois souvenirs de ma jeunesse – Nathalie Raoul

### Meilleure photographie
- Valley of Love – Christophe Offenstein
  - Dheepan – Éponine Momenceau
  - Marguerite – Glynn Speeckaert
  - Mustang – David Chizallet et Ersin Gök
  - Trois souvenirs de ma jeunesse – Irina Lubtchansky

### Meilleur montage
- Mustang – Mathilde Van de Moortel
  - Dheepan – Juliette Welfling
  - Marguerite – Cyril Nakache
  - Mon roi – Simon Jacquet
  - Trois souvenirs de ma jeunesse – Laurence Briaud

### Meilleur son
- Marguerite – François Musy et Gabriel Hafner
  - Dheepan – Daniel Sobrino, Valérie Deloof et Cyril Holtz
  - Mon roi – Nicolas Provost, Agnès Ravez et Emmanuel Croset
  - Mustang – Ibrahim Gök, Damien Guillaume et Olivier Goinard
  - Trois souvenirs de ma jeunesse – Nicolas Cantin, Sylvain Malbrant et Stéphane Thiébaut

### Meilleure musique
- Mustang – Warren Ellis
  - Les Cowboys – Raphael

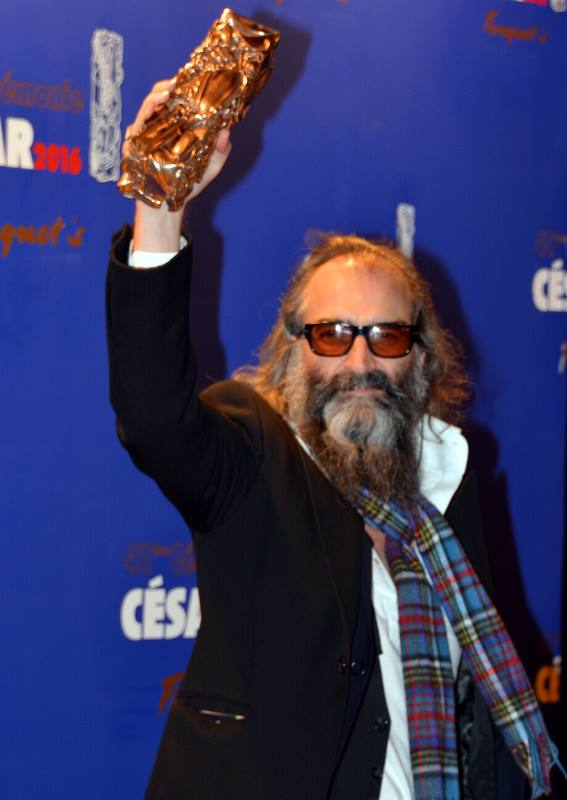
Warren Ellis, lauréat du César de la meilleure musique pour Mustang.

  - En mai, fais ce qu'il te plaît – Ennio Morricone
  - Mon roi – Stephen Warbeck
  - Trois souvenirs de ma jeunesse – Grégoire Hetzel

### Meilleur premier film
- Mustang de Deniz Gamze Ergüven, produit par Charles Gillibert
  - L'Affaire SK1 de Frédéric Tellier, produit par Julien Madon et Julien Leclercq
  - Les Cowboys de Thomas Bidegain, produit par Alain Attal
  - Ni le ciel ni la terre de Clément Cogitore, produit par Jean-Christophe Reymond et Amaury Ovise
  - Nous trois ou rien de Kheiron Tabib, produit par Simon Istolainen et Sidonie Dumas

### Meilleur film d'animation
- Le Petit Prince de Mark Osborne, produit par Dimitri Rassam, Aton Soumache et Alexis Vonarb
  - Adama de Simon Rouby, produit par Philippe Aigle, Séverine Lathuillière, Azmina Goulamaly et Alain Séraphine
  - Avril et le Monde truqué de Christian Desmares et Franck Ekinci, produit par Marc Jousset et Franck Ekinci

### Meilleur film documentaire
- Demain de Cyril Dion et Mélanie Laurent, produit par Bruno Lévy
  - Le Bouton de nacre de Patricio Guzmán, produit par Renate Sachse
  - Cavanna jusqu'à l'ultime seconde, j’écrirai de Denis Robert et Nina Robert, produit par Denis Robert, Nina Robert et Bertrand Faivre
  - L'Image manquante de Rithy Panh, produit par Catherine Dussart
  - Une jeunesse allemande de Jean-Gabriel Périot, produit par Nicolas Brevière

### Meilleur film étranger
La règle de l'Académie est de nommer, à partir des votes du premier tour, cinq films étrangers non-francophones ainsi que deux films étrangers en langue française, ce qui est le cas de Je suis mort mais j'ai des amis et de Le Tout Nouveau Testament.
- Birdman d'Alejandro González Iñárritu •  États-Unis
  - Le Fils de Saul de László Nemes •  Hongrie
  - Je suis mort mais j'ai des amis de Guillaume et Stéphane Malandrin •  Belgique
  - Mia madre de Nanni Moretti •  Italie
  - Taxi Téhéran de Jafar Panahi •  Iran
  - Le Tout Nouveau Testament de Jaco Van Dormael •  Belgique
  - Youth de Paolo Sorrentino •  Italie

### Meilleur court métrage
- La Contre-allée de Cécile Ducrocq, produit par Stéphane Demoustier et Guillaume Dreyfus
  - Le Dernier des Céfrans de Pierre-Emmanuel Urcun, produit par Pierre-Emmanuel Urcun, Roy Arida, Vincent Le Port et Louis Tardivier
  - Essaie de mourir jeune de Morgan Simon, produit par Jessica Rosselet
  - Guy Môquet de Demis Herenger, produit par Naïm Aït-Sidhoum, Julien Perrin, Elsa Minisini et Élisabeth Pawlowski
  - Mon héros de Sylvain Desclous, produit par Florence Borelly

### Meilleur court métrage d'animation
- Le Repas dominical de Céline Devaux, produit par Ron Dyens
  - La Nuit américaine d'Angélique de Pierre-Emmanuel Lyet et Joris Clerté, produit par Maryline Charrier
  - Sous tes doigts de Marie-Christine Courtès, produit par Jean-François Le Corre et Marc Faye
  - Tigres à la queue leu leu de Benoît Chieux, produit par Dora Benousilio

### César d'honneur

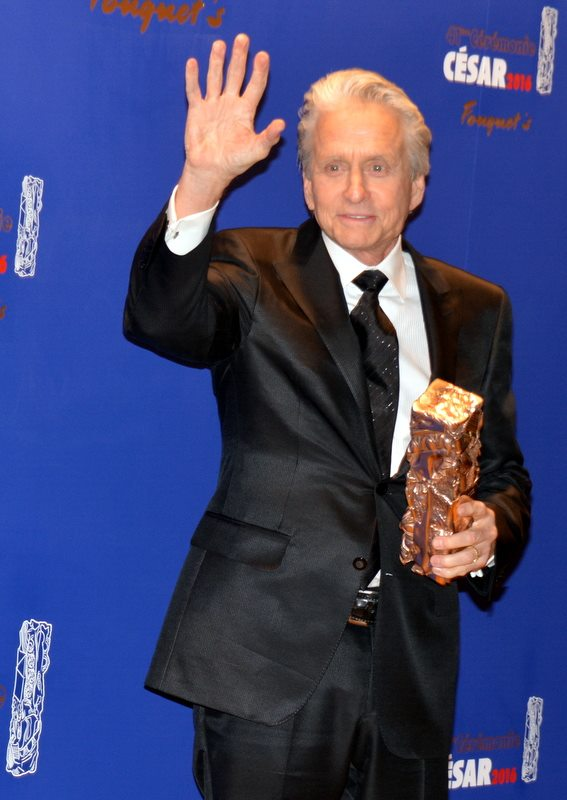
Michael Douglas reçoit un César d'honneur.

- Michael Douglas (pour la seconde fois)

## Statistiques

### Nominations multiples
11 : Marguerite, Trois souvenirs de ma jeunesse
9 : Dheepan, Mustang
8 : La Tête haute, Mon roi
4 : Fatima, Les Cowboys
3 : Journal d'une femme de chambre, La Loi du marché, Valley of Love
2 : L'Affaire SK1, La Belle Saison, L'Hermine, L'Odeur de la mandarine

### Récompenses multiples
4 : Mustang, Marguerite
3 : Fatima
2 : La Tête haute

## Audiences
Diffusée en clair et en direct sur Canal+, la cérémonie a réuni 2,5 millions de téléspectateurs soit 11,9 % de parts de marché.